# Bill Millin
William Millin (14 de julio de 1922 - 18 de agosto de 2010), comúnmente conocido como Piper Bill, fue un músico canadiense que tocaba la gaita y fue el gaitero personal de Simon Fraser, decimoquinto Lord Lovat, comandante del 1.ª Brigada de Servicios Especiales en el Día D.

## Primeros años de vida
Millin nació en Regina, Saskatchewan, el 14 de julio de 1922, de un padre de origen escocés que trasladó a la familia a las praderas, pero regresó a Glasgow como policía cuando William tenía tres años. Creció y fue a la escuela en el área de Shettleston de la ciudad. Se unió al Ejército Territorial en Fort William, donde se había mudado su familia, y tocó en las bandas de gaiteros de la Infantería Highland Light y Queen's Own Cameron Highlanders antes de ofrecerse como comando voluntario y entrenar con Lovat en Achnacarry junto con franceses, holandeses, belgas, tropas polacas, noruegas y checoslovacas.

## Segunda Guerra Mundial

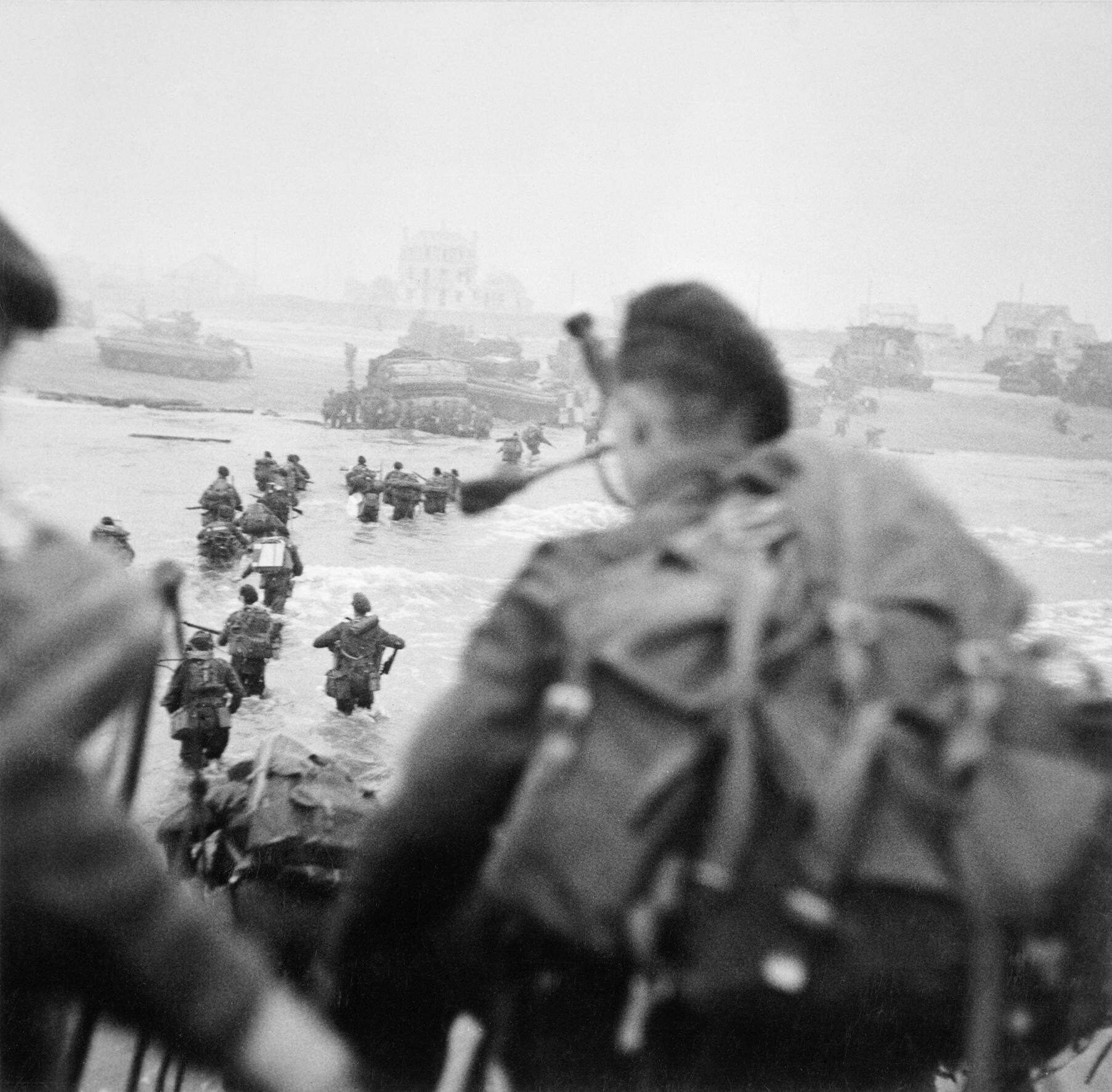
Desembarco en la playa Queen Red, Sword; Millin está en primer plano a la derecha; Lovat vadea el agua a la derecha de la columna.

A Millin se le recuerda principalmente por haber tocado la gaita mientras estaba bajo fuego enemigo durante el desembarco del Día D en Normandía. Los soldados escoceses e irlandeses venían utilizando tradicionalmente a los gaiteros en la batalla. Sin embargo, el uso de gaitas se restringió a la retaguardia en la época de la Segunda Guerra Mundial por parte del ejército británico. Lovat, sin embargo, ignoró estas órdenes y ordenó a Millin, entonces de 21 años, que la tocara. Cuando el soldado Millin objetó citando las ordenanzas —recordaba el propio Millin más tarde—, Lord Lovat respondió: «Ah, pero esa es la Oficina de Guerra Inglesa. Tú y yo somos escoceses, y eso no se aplica».
Millin interpretó «Highland Laddie», «The Road to the Isles» y «All The Blue Bonnets Are Over The Border» mientras sus camaradas caían a su alrededor en la playa Sword. Millin afirmaba que luego habló con francotiradores alemanes capturados que afirmaron que no le dispararon porque pensaron que se había vuelto loco.
Millin, a quien Lovat había designado como su gaitero personal durante el entrenamiento de comando en Achnacarry, cerca de Fort William en Escocia, fue el único hombre durante el desembarco que usó una falda escocesa: era la misma falda escocesa de tartán de Cameron que su padre había usado en Flandes durante la Primera Guerra Mundial —y estaba armado solo con su gaita y el sgian-dubh, o «cuchillo negro», envainado dentro de su falda escocesa en el lado derecho.
Lovat y Millin avanzaron desde Sword hasta el puente Pegasus, que había sido defendido valientemente hombres de la 2.ª Brigada de Infantería Ligera Ox & Bucks (6.ª División Aerotransportada) que habían aterrizado en las primeras horas de la operación de desembarco en un planeador. Los comandos de Lovat llegaron poco después de la una de la tarde al puente Pegasus, aunque la hora de encuentro en el plan previsto era el mediodía. Al son de las gaitas de Millin, los comandos cruzaron el puente Pegasus. Durante la marcha, doce hombres murieron, la mayoría con disparos en sus boinas. Más tarde, los destacamentos de los comandos cruzaron en pequeños grupos con los cascos puestos. Las gaitas del Día D de Millin fueron donadas posteriormente al Museo de Dawlish. Un juego de gaitas que utilizó más tarde en la campaña, después de que las originales se dañaran, fueron donadas al actual Museo del Puente Pegasus.

## Vida posterior

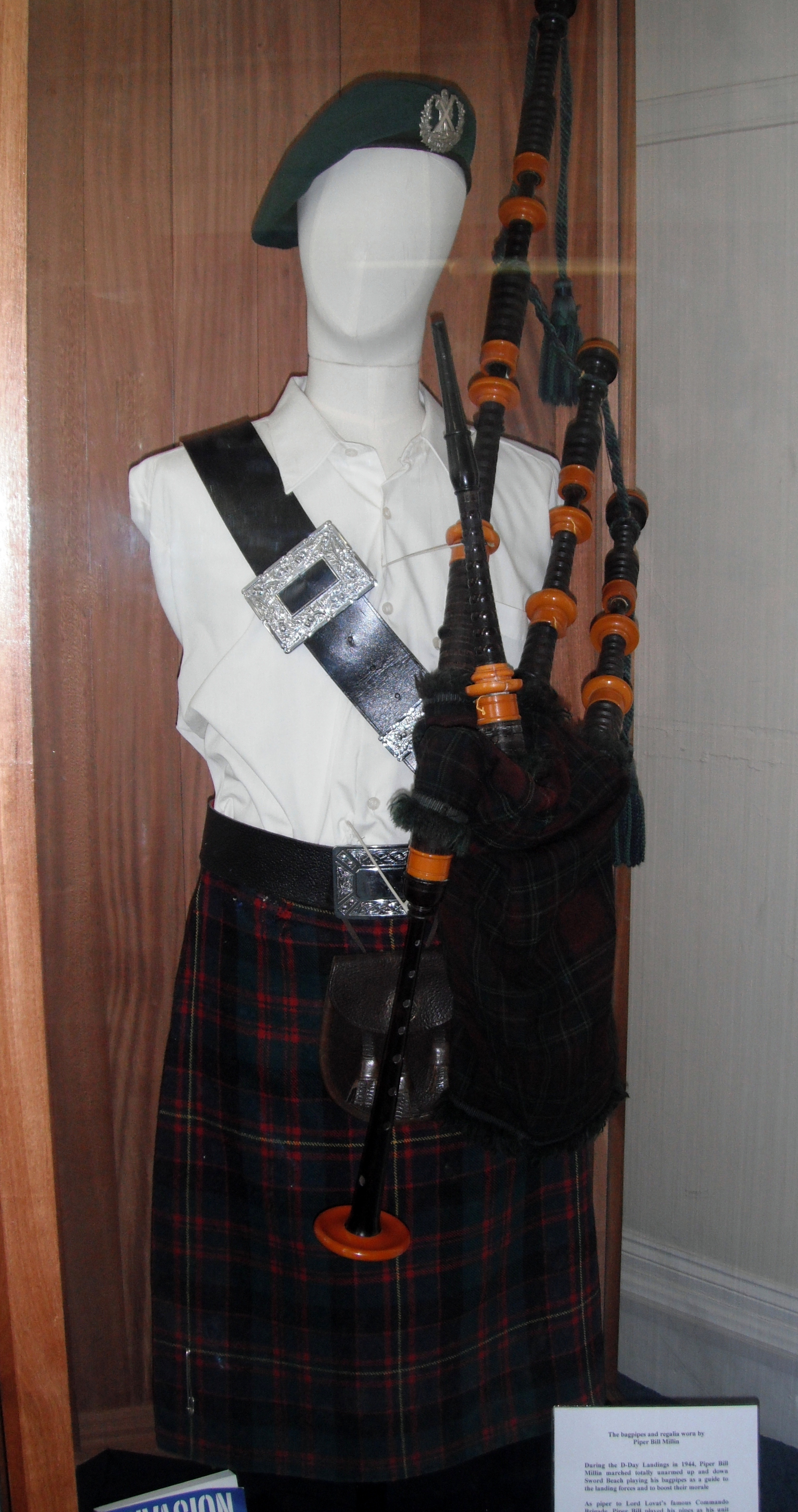
La gaita de Piper Bill Millin que sonó en Sword durante el desembarco del Día D en exhibición en el Museo Dawlish junto con su gorro, una falda escocesa de 100 años y un puñal.

Millin vio más acción con 1.ª Brigada de Servicios Especiales en los Países Bajos y Alemania antes de ser desmovilizado en 1946 e ir a trabajar a la finca de Lord Lovat en las tierras altas. En la década de 1950 se convirtió en enfermero psiquiátrico registrado en Glasgow y se mudó al sur a un hospital en Devon a finales de la década de 1960 hasta que se jubiló en la ciudad de Dawlish, en Devon, en 1988. Hizo viajes regulares de regreso a Normandía para las ceremonias de conmemoración. Francia le otorgó una Légion de Honor por valentía en junio de 2009. En 2006, una cantante de folk de Devon, Sheelagh Allen, escribió una canción sobre él titulada «The Highland Piper».
Millin tocó la gaita en el funeral de Lord Lovat en 1995. Millin, que sufrió un derrame cerebral en 2003, murió en el hospital de Torbay el 17 de agosto de 2010, a los 88 años. Su esposa Margaret (nacida Dowdel, de Edimburgo) murió en 2000. Les sobrevivió su hijo John.

## Cultura popular y legado
La acción de Millin en el Día D se retrató en la película de 1962 El día más largo. Millin fue interpretado por Pipe Major Leslie de Laspee, el gaitero oficial de la Reina Madre en 1961.
Un juego de gaitas de Millin se exhibe en el Museo Conmemorativo del Puente Pegasus en Ranville, Francia. Otro juego de sus gaitas ahora se exhibe en el Museo Dawlish. Millin donó sus gaitas al Museo Dawlish antes del 60 aniversario del desembarco del Día D en 2004, junto con su falda escocesa, su gorro y su puñal. Estos artículos todavía se muestran en la biblioteca del museo con archivos fotográficos y videos en bucle que cuentan las hazañas de Millin.
Los responsables del Museo de Dawlish tienen el testimonio escrito de Millin de que el juego expuesto en Dawlish es el auténtico que tocó durante el desembarco del Día D en Sword. Las que se exponen en el Museo del Puente Pegasus son un segundo juego que utilizó más tarde en la campaña, tras la captura del Puente Pegasus. El Museo Pegasus dice que no puede afirmar que su juego sea el original. Andrew Wright, vicepresidente del Museo de Dawlish, dijo: 

Las gaitas auténticas están aquí en Dawlish y no en el Museo del Puente de Pegasus en Francia, como todo el mundo parece creer siempre. He intentado corregir esto muchas veces pero el mito continúa y siempre se cita en los medios de comunicación. La confusión surgió hace muchos años cuando las gaitas de Bill se dañaron unos días después del Día D y él hizo que le enviaran un juego de repuesto al que llamó sus gaitas de campaña. Estas gaitas fueron entregadas al Museo de Benouville en 1974 y la gente asumió que eran las gaitas originales.

Con la ayuda de su hijo John Millin y la Dawlish Royal British Legion, el 8 de junio de 2013 se inauguró una estatua de bronce de tamaño natural de Piper Bill Millin en Colleville-Montgomery, cerca de Sword, en Francia.
El 7 de agosto de 2013, The One Show de la BBC presentó una película sobre el hijo de Bill, John Millin, y su forma de tocar la gaita en memoria de su padre en la inauguración de la estatua de Piper Bill en Colleville-Montgomery en Normandía. Transmitido en vivo, desde Weston-super-Mare, Larry Lamb explicó que las gaitas y el uniforme de Bill Millin están en exhibición en el Museo Dawlish en Devon. La película también mostraba escenas de más de 500 gaiteros de 21 países participando en la inauguración de la estatua de 50 000 libras esterlinas del escultor francés Gaetan Ader, que ha necesitado más de cuatro años de recaudación de fondos por parte de la Asociación del Gaitero del Día D Bill Millin.
La banda canadiense de punk celta The Real McKenzies grabó una canción sobre Bill Millin titulada «My Head Is Filled with Music» para su álbum de 2012 Westwinds. La banda de folk británica Police Dog Hogan se refiere a él en su canción «Fraserburgh Train», del álbum de 2012 From the Land of Miracles.
En 2015 la  banda sueca de Power Metal Civil War escribió sobre su historia una canción titulada "The Mad Piper".